# Виненка
Виненка е стар местен български винен сорт грозде. Разпространен е в Сливенско и в района на Сунгурларе. Познат е и с наименованията: Румънка, Хас, Прослава, Дръженица, Пълни бъчва, Белина говежда.
Лозите са силно растящи. Неустойчив към мухъл и сиво гниене. Среднозреещ, високо добивен сорт. Гроздето узрява в края на септември.
Гроздът е среден по големина (ср. т. 216 г), коничен, сбит, плътен. Зърната са средно едри, слабо продълговати, деформирани поради сбитостта на грозда, сочни, сладки, с тънка жълто-зелена, при узряване бледорозова ципа.
Използва се за получаване на бели трапезни вина и за купажи заедно с грозде от сорта Мискет червен. Захарното съдържание в гроздето в технологична зрялост е 17 – 19 г/100 см3, а титруемите киселини са 6 – 8 г/дм3.